# Bocktschingel
Bocktschingel är en bergstopp i Schweiz.   Den ligger i kantonen Uri, i den östra delen av landet, 110 km öster om huvudstaden Bern. Toppen på Bocktschingel är 3 079 meter över havet, eller 173 meter över den omgivande terrängen. Bredden vid basen är 0,63 km.
Terrängen runt Bocktschingel är huvudsakligen mycket bergig. Närmaste större samhälle är Muotathal, 17,2 km nordväst om Bocktschingel. 
Trakten runt Bocktschingel består i huvudsak av gräsmarker. Runt Bocktschingel är det glesbefolkat, med 13 invånare per kvadratkilometer.